# Морс (тауншип, округ Сент-Луис, Миннесота)
Морс (англ. Morse) — тауншип в округе Сент-Луис, Миннесота, США. На 2000 год его население составило 1229 человек.

## География
По данным Бюро переписи населения США площадь тауншипа составляет 357,7 км², из которых 299,4 км² занимает суша, а 58,2 км² — вода (16,29 %).

## Демография
По данным переписи населения 2000 года здесь находились 1229 человек, 543 домохозяйства и 363 семьи.  Плотность населения —  4,1 чел./км².  На территории тауншипа расположено 1117 построек со средней плотностью 3,7 построек на один квадратный километр. Расовый состав населения: 97,23 % белых, 0,08 % афроамериканцев, 0,81 % коренных американцев, 0,08 % азиатов, 0,24 % — других рас США и 1,55 % приходится на две или более других рас. Испанцы или латиноамериканцы любой расы составляли 1,14 % от популяции тауншипа.
Из 543 домохозяйств в 24,7 % воспитывались дети до 18 лет, в 61,5 % проживали супружеские пары, в 2,6 % проживали незамужние женщины и в 33,1 % домохозяйств проживали несемейные люди. 28,9 % домохозяйств состояли из одного человека, при том 11,2 % из — одиноких пожилых людей старше 65 лет. Средний размер домохозяйства — 2,26, а семьи — 2,79 человека.
19,9 % населения — младше 18 лет, 5,2 % — в возрасте от 18 до 24 лет, 22,1 % — от 25 до 44, 34,5 % — от 45 до 64, и 18,2 % — старше 65 лет. Средний возраст — 46 лет. На каждые 100 женщин приходилось 114,5 мужчин.  На каждые 100 женщин старше 18 приходилось 110,7 мужчин.
Средний годовой доход домохозяйства составлял 36 944 доллара, а средний годовой доход семьи —  50 417 долларов. Средний доход мужчин —  39 896  долларов, в то время как у женщин — 29 688. Доход на душу населения составил 21 503 доллара. За чертой бедности находились 3,4 % семей и 4,4 % всего населения тауншипа, из которых 4,0 % младше 18 и 3,6 % старше 65 лет.